# Placea
Placea es un género  de plantas herbáceas, perennes y bulbosas perteneciente a la familia Amaryllidaceae. Comprende 6 especies.
Es originario de Chile. 

## Taxonomía
El género fue descrito por John Miers y publicado en Edwards's Botanical Register 27: 50. 1841. La especie tipo es: Placea ornata Miers

## Especies
A continuación se brinda un listado de las especies del género Placea aceptadas hasta agosto de 2011, ordenadas alfabéticamente. Para cada una se indica el nombre binomial seguido del autor, abreviado según las convenciones y usos, y la publicación válida.
- Placea amoena Phil., Anales Univ. Chile 93: 145 (1896). C. Chile.
- Placea arzae Phil., Anales Univ. Chile 43: 541 (1873). N. & C. Chile.
- Placea davidii Ravenna, Pl. Life 37: 73 (1981). C. Chile.
- Placea germainii Phil., Linnaea 29: 67 (1857). C. Chile.
- Placea lutea Phil., Linnaea 33: 259 (1865). C. Chile.
- Placea ornata Miers, Edwards's Bot. Reg. 27: t. 50 (1841). C. Chile.